# Mofa (Band)
MOFA war eine 2008 gegründete Punk-Rock-Band aus Köln. Der Name ist ein Akronym und steht für Mein Ohr fällt ab.

## Geschichte
Die Bandmitglieder hatten vor der Gründung MOFAs schon in verschiedenen Gruppen miteinander gespielt, zuletzt von 2002 bis 2008 im direkten Vorgängerprojekt, der Deutschpunk-Band Se Sichelzecken. Flo V. Schwarz von Hamburg Records wurde auf sie aufmerksam, und im April 2008 wurde MOFA in Köln gegründet. Im September veröffentlichten sie ihre erste EP bei Hamburg Records, die das Interesse von Magazinen wie Visions weckte, und tourten mit Labelkollegen wie Sondaschule. Nach über 150 Konzerten und Festivals seit der Veröffentlichung erschien im September 2009 das erste Album Punk Rock Fuck Off, das auf Platz elf der Deutschen Alternative Charts landete. Die Singleauskopplung Tiger erreichte Platz drei der MTV Rock-Charts. Im Zuge des Albums tourten sie unter anderen mit Bands wie Therapy?, Montreal oder The Generators.
Seit 2010 wurde es ruhiger um die Band, die  – Oile Lachpansen zufolge – nicht den langen (auch finanziellen) Atem hatte, um den endgültigen Durchbruch zu schaffen; man habe sich mit dem Management zerstritten.
Danach trat die Band nur noch vereinzelt auf, etwa im April 2013 auf dem KeinKultur-Festival in Bonn mit Pascow und Captain Planet, im Dezember des gleichen Jahres im Underground Köln als Vorband von Montreal. Bei beiden Auftritten trug die Band erstmals nach einem Konzert im Kölner Sonic Ballroom im Januar 2010 keine Tenniskleidung Im Mai 2014 wurde über der offiziellen MOFA-Facebookseite bekannt, dass Se Sichelzecken, das Vorgängerprojekt von MOFA, ein exklusives Comeback-Konzert im Vorprogramm der niederländischen Punkrockband Bambix am 13. Juni 2014 in Wermelskirchen gab.
Teile von MOFA spielten in Folge in Bands wie Quader, Sänger und Gitarrist Oile Lachpansen tritt regelmäßig solo unter diesem Namen auf und spielt neben vielen Eigenkompositionen auch MOFA-Lieder.

## Trivia
- Mofa traten stets in Tenniskleidung auf und waren auch auf Presseterminen ausschließlich in dieser Kleidung zu sehen.
- Das Debütalbum Punk Rock Fuck Off wurde in denselben Studios aufgenommen, in denen Herbert Grönemeyer sein Erfolgsalbum Bochum einspielte.
- Das Video zu Tiger wurde in einem Schloss in Ost-Ungarn gedreht. An der Produktion war die Pornodarstellerin Michelle Wild beteiligt.

## Diskografie
| Titel              | Veröffentlichung  | Typ   | Medium       |
| ------------------ | ----------------- | ----- | ------------ |
| Mofa EP            | 5. September 2008 | EP    | CD, Download |
| Punk Rock Fuck Off | 25. August 2009   | Album | CD, Download |